# Condado de Taos
El condado de Taos es uno de los 33 condados del estado estadounidense de Nuevo México. La sede del condado es Taos, al igual que su mayor ciudad. El condado tiene un área de 5710 km² (de los cuales 4 km² están cubiertos por agua) y una población de 29 979 habitantes, para una densidad de población de 5 hab/km² (según censo nacional de 2000). Este condado fue fundado en 1852.

## Geografía
De acuerdo a la oficina del censo de los Estados Unidos de América el condado tiene un área de 5708 km² (2204 sq mi), de los cuales 5706 km² (2203 sq mi) es tierra y 3.76 km² (0,06 %) es agua.
El punto más alto del condado es la cima del pico Wheeler a 4011 m.  Este pico también es el punto más alto del estado de Nuevo México. El condado tiene la media de altitud más alta de los Estados Unidos fuera del estado de Colorado.

### Evolución demográfica
A continuación se presenta una tabla que muestra la evolución de la población entre 1900 y 1990.
| Año        | 1900   | 1910   | 1920   | 1930   | 1940   | 1950   | 1960   | 1970   | 1980   | 1990   |
| ---------- | ------ | ------ | ------ | ------ | ------ | ------ | ------ | ------ | ------ | ------ |
| Habitantes | 10 889 | 12 008 | 12 773 | 14 394 | 18 528 | 17 146 | 15 934 | 17 516 | 19 456 | 23 118 |

### Condados adyacentes
- Condado de Río Arriba en Nuevo México -al oeste y sur
- Condado de Mora en Nuevo México - sureste
- Condado de Colfax en Nuevo México - este
- Condado de Costilla en Colorado - norte
- Condado de Conejos en Colorado - noroeste

## Localidades

### Pueblos

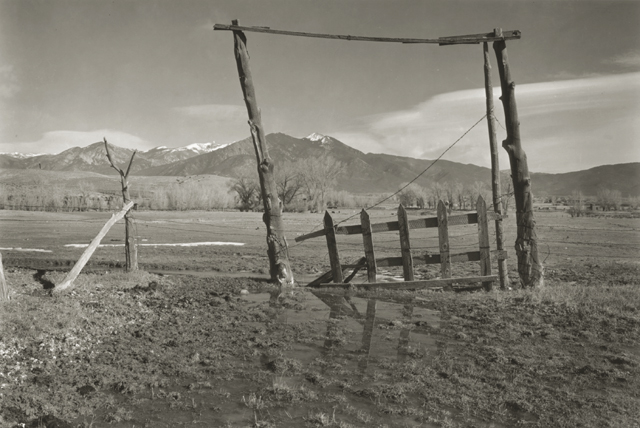
Montañas de Taos desde Los Córdovas en 1941.

- Red River
- Taos

### Aldeas
- Questa
- Valle de Esquí de Taos

### Lugar designado por el censo
- Chamisal
- Peñasco
- Pueblo de Picurís
- Ranchos de Taos
- Río Lucio
- Pueblo de Taos
- Vadito

### Otras localidades

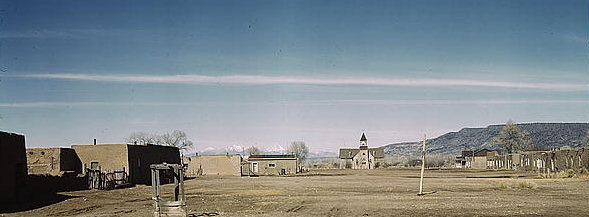
La plaza de Costilla en el año 1943.

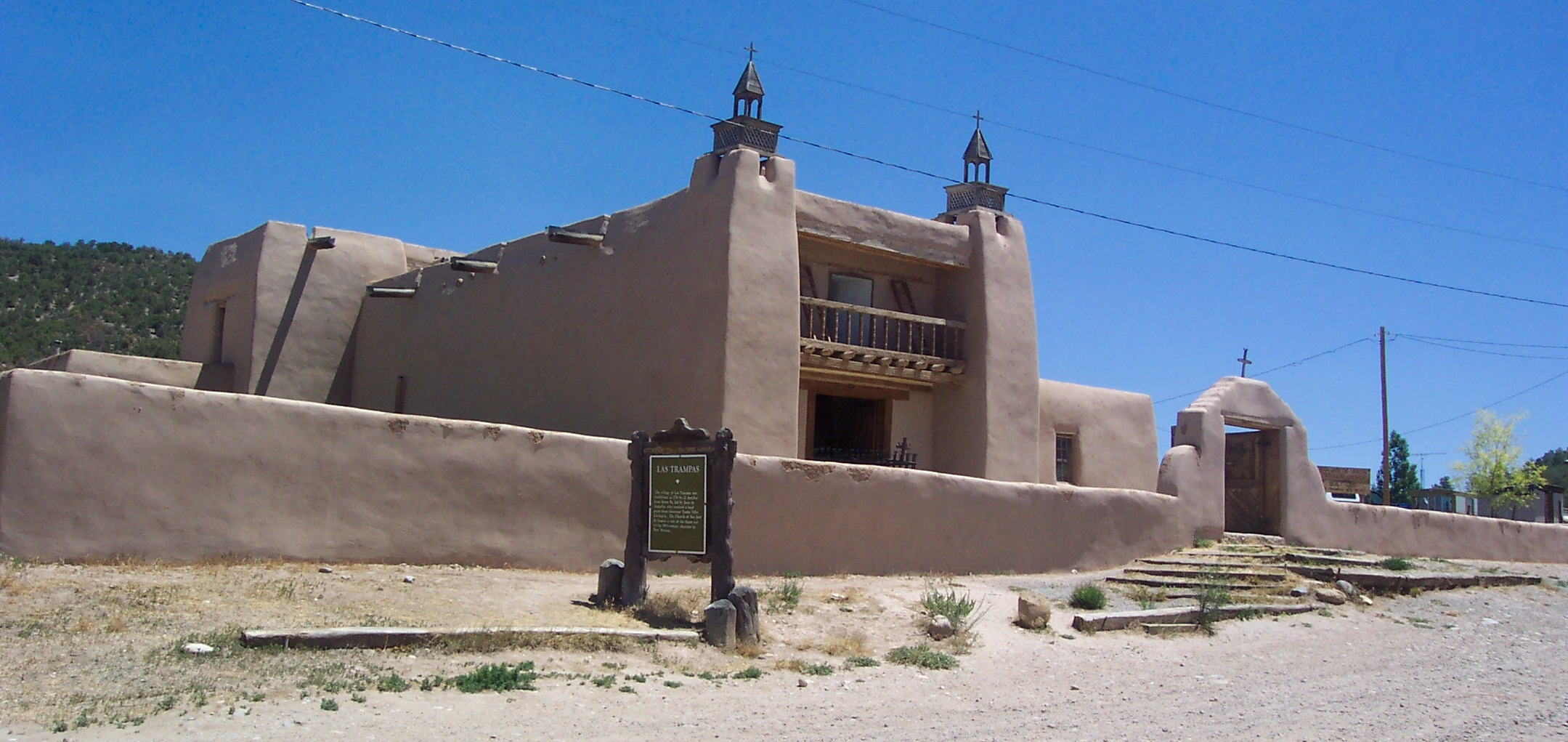
Las Trampas

- Amalia
- Arroyo Hondo
- Arroyo Seco
- Carson
- Cerro
- Costilla
- El Prado
- El Rito
- Lama

- Las Trampas
- Llano
- Ojo Caliente
- Ojo Sarco
- Pilar
- San Cristóbal
- Tres Piedras
- Valdez